# Antipodogomphus edentulus
Antipodogomphus edentulus – gatunek ważki z rodziny gadziogłówkowatych (Gomphidae).